# DJ Taylor & Flow
DJ Taylor & Flow ist eine österreichische Dance-Gruppe aus Wien.

## Geschichte
Sie zeig(t)en sich auch für den Opener der in österreich bekannten Millenium-Disco in Krems verantwortlich. Im Jahr 2002 gewann die Band den Amadeus Austrian Music Award in der Kategorie Dance Act des Jahres für Hardcore Vibes.

## Diskografie

### Alben
- 2000: Die Unbekannte Dimension (EAMS / Plaque Records)

### Singles und EPs
- 1998: Work (BMG Ariola Austria)
- 1999: DJ Taylor & Flow – Millennium Intro
- 1999: Gott Tanzte (EAMS / Creative Music Records)
- 1999: Was Ist Zeit? (EAMS / Creative Music Records)
- 2000: Exzess (EAMS)
- 2000: Die Unbekannte Dimension (EAMS / Creative Music Records / Plaque Records)
- 2000: Fatima (2) Vs. DJ Taylor & Flow – Salaam Aleikum (Scoop Records)
- 2001: Dance The Planet (EAMS)
- 2001: Hardcore Vibes (Plaque Records / Columbia Records)
- 2002: DJ Thoka vs. DJ Taylor & Flow – You Make Me Feel 2002 (Titty Twister)
- 2003: DJ Thoka vs. DJ Taylor & Flow – Happy Song (Rebeat Music International)
- 2005: We Are Pussyshavers (Plaque Records)

### Kompilationen
- ????: Millennium Club Compilation
- weitere: DJ BoBo / DJ Taylor & Flow / DJ Valium / Jerrell – Proudly Presented By EAMS (EAMS / Metrovynil / Creative Music Records)

### DJ-Mixes
- 2001: Dance The Planet (Columbia Records)